# Bernhard von Gützkow
Bernhard von Gützkow († 7. September 1319 in Oldenwöhrden) war ein Graf von Gützkow.

Siegel der Grafen Bernhard und Nikolaus von Gützkow von 1317

## Leben
Im Norddeutschen Markgrafenkrieg stellte sich Bernhard 1315 gemeinsam mit seinem Verwandten Graf Nikolaus von Gützkow auf die Seite Witzlaws von Rügen und gehörte auch 1317 zu den Unterzeichnern des Friedens von Templin. Beim Friedensschluss waren die beiden Grafen Parteigänger Erichs von Dänemark.
Graf Gerhard III. von Holstein verabredete auf dem Hoftag zu Wismar am 1. Juni 1319 unter anderem mit Heinrich II. von Mecklenburg und einem der Grafen von Gützkow einen Rachefeldzuges gegen Dithmarschen wegen der Ermordung des Grafen Adolf VI. von Holstein im Jahre 1315. Urkundlich gesichert ist, dass Bernhard an der Kampagne teilnahm und dass ein Graf von Gützkow am 7. September 1319 mit dem Großteil der Streitmacht fiel. Daher wird angenommen, dass Bernhard derjenige war, der in Wismar mit verhandelte und in der Schlacht von Wöhrden fiel.
Etwa ein halbes Jahr später wird Graf Bernhard als tot bezeugt, denn am 21. April 1320 überließen die Grafen Johann, Nikolaus und Johann von Gützkow Angehörigen der Greifswalder Bürgerfamilie von Krebsow für 640 Mark Wendisch die Hälfte des Dorfes Hanshagen, nebst den beiden Untermühlen, 15 Landhufen und einigen Katen unter anderem als Deckung der Schulden ihres kürzlich verstorbenen Vetters Graf Bernhard von Gützkow.
Zur familiären Einbindung besteht in der Forschungsauffassung immerhin darin Einigkeit, dass Bernhard ein Nachfahre, das heißt Sohn oder Enkel von Graf Jaczo II. von Gützkow und Cecislawa von Putbus war. Weiterhin gehen vor allem die Autoren des 20. Jahrhunderts davon aus, dass Komtess Margarethe von Gützkow, die mit dem dänischen Reichsdrost Laurentz Jonsson Panter, vermählt war, seine Schwester war. Eine Ehefrau oder hinterlassene Kinder Bernhards sind nicht bekannt.